# John Chandos

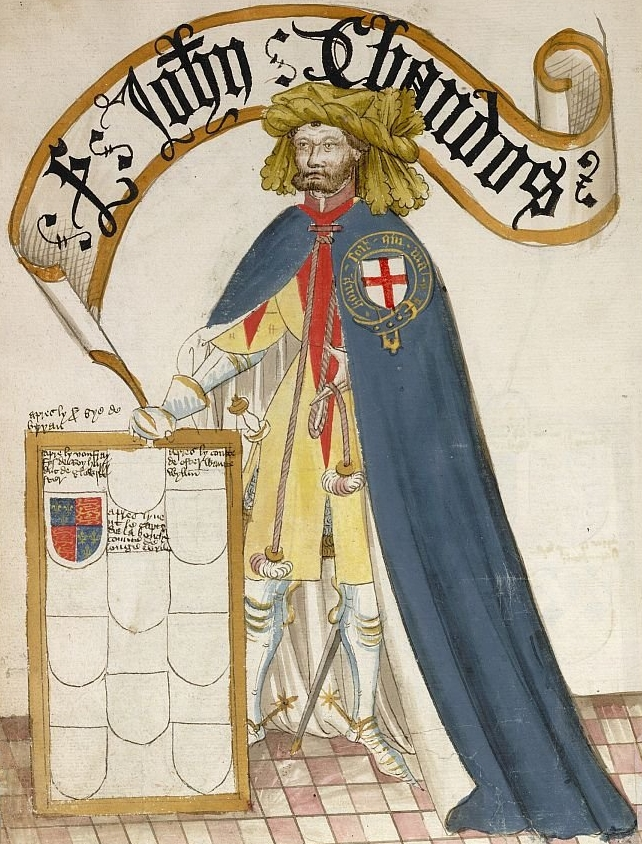
Afbeelding van Sir John Chandos in het Brugse Kousenbandboek.

John Chandos (Derbyshire, circa 1320 - Morthemer, 31 december 1369 of 1 januari 1370) was een Engelse kapitein tijdens de beginjaren van de Honderdjarige Oorlog.

## Levensloop
John Chandos werd geboren in een familie van lagere adel en kon dankzij zijn militaire talenten deelnemen aan de Honderdjarige Oorlog. In 1339 raakte koning Edward III van Engeland onder de indruk van hem bij het Beleg van Cambrai en vanaf dan nam Chandos deel aan alle militaire expedities. In 1346 adviseerde hij de Engelse koning bij de veldtocht in Normandië en tijdens de Slag bij Crécy later dat jaar commandeerde hij het leger van de Engelse kroonprins Edward van Woodstock. Na het Beleg van Calais van 1346-1347 belastte Edward III hem met de militaire opleiding van de kroonprins. In 1348 was Chandos een van de medestichters van de Orde van de Kousenband.
In 1355 en 1356 begeleidde en adviseerde John Chandos Edward van Woodstock tijdens de strijd tegen koning Jean II van Frankrijk. Hij leidde een Engels-Gasconse compagnie bij de veldtochten in de Languedoc en de Poitou. Tijdens de veldtocht in de Poitou nam zijn compagnie Aubigny in, waarna de stad geplunderd en platgebrand werd. Vervolgens vervoegde Chandos in Romorantin het merendeel van Edwards troepen. Als adviseur van de prins van Wales speelde Chandos ook een belangrijke rol in de Engelse overwinning bij de Slag bij Poitiers.
In 1360 was hij een van de Engelse onderhandelaars bij het Verdrag van Brétigny. Daarna werd hij in 1361 benoemd tot constable van Aquitanië en tot luitenant-generaal van alle Franse gebieden die door Engeland waren veroverd. Ook kreeg hij van koning Edward III de burcht van Saint-Sauveur-le-Vicomte toegewezen. Tussen juli 1361 en maart 1362 bezocht John Chandos alle gebieden die de Engelsen door het Verdrag van Brétigny hadden verworven, waarbij alle plaatselijke heersers een eed van trouw dienden af te leggen en een nieuw bestuur werd opgezet.
In 1364 werd hij door de Engelse koning naar Bretagne gezonden om hertog Jean IV van Bretagne, toendertijd nog Jean de Montfort geheten, bij te staan in de strijd tegen de toenmalige hertog van Bretagne Charles de Blois, een bloedverwant van de koning van Frankrijk. Zo vocht John Chandos mee in de Slag bij Auray, waarbij Charles de Blois werd verslagen. Dit betekende het einde van de Bretonse burgeroorlog, die al meer dan 20 jaar aan de gang was.
In 1366 begeleidde John Chandos de prins van Wales naar Spanje, om de afgezette tirannieke koning Pedro I van Castilië te steunen in de strijd tegen zijn halfbroer Henri II, die een bondgenoot was van de Fransen. In april 1367 vocht hij mee in de Slag bij Nájera, waarbij Pedro I en de Engelsen een overwinning boekten. 

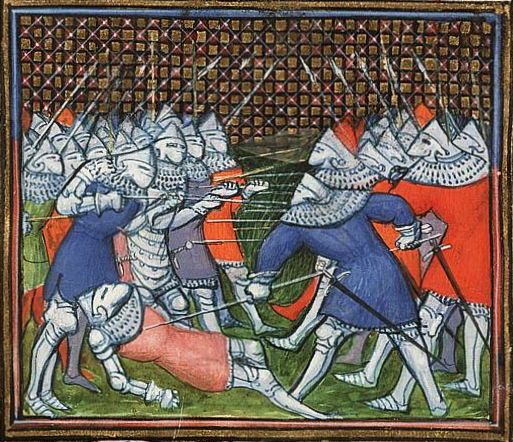
De dood van John Chandos.

In 1369 werd John Chandos door Edward van Woodstock benoemd tot seneschalk van Poitou. Hetzelfde jaar moest hij Poitou verdedigen toen de Fransen pogingen deden om hun vroegere gebieden in deze provincie te heroveren. Bij een nachtelijke schermutseling op 31 december 1369 nabij Lussac-les-Châteaux raakte Chandos zwaargewond. Hij werd overgebracht naar Morthemer, waar hij in de nacht van 31 december 1369 op 1 januari 1370 overleed.
Chandos werd bijgezet in de kerk van Morthemer. In de 19e eeuw verdween zijn graf, mogelijk door mislukte renovatiewerken.